# 執金剛神

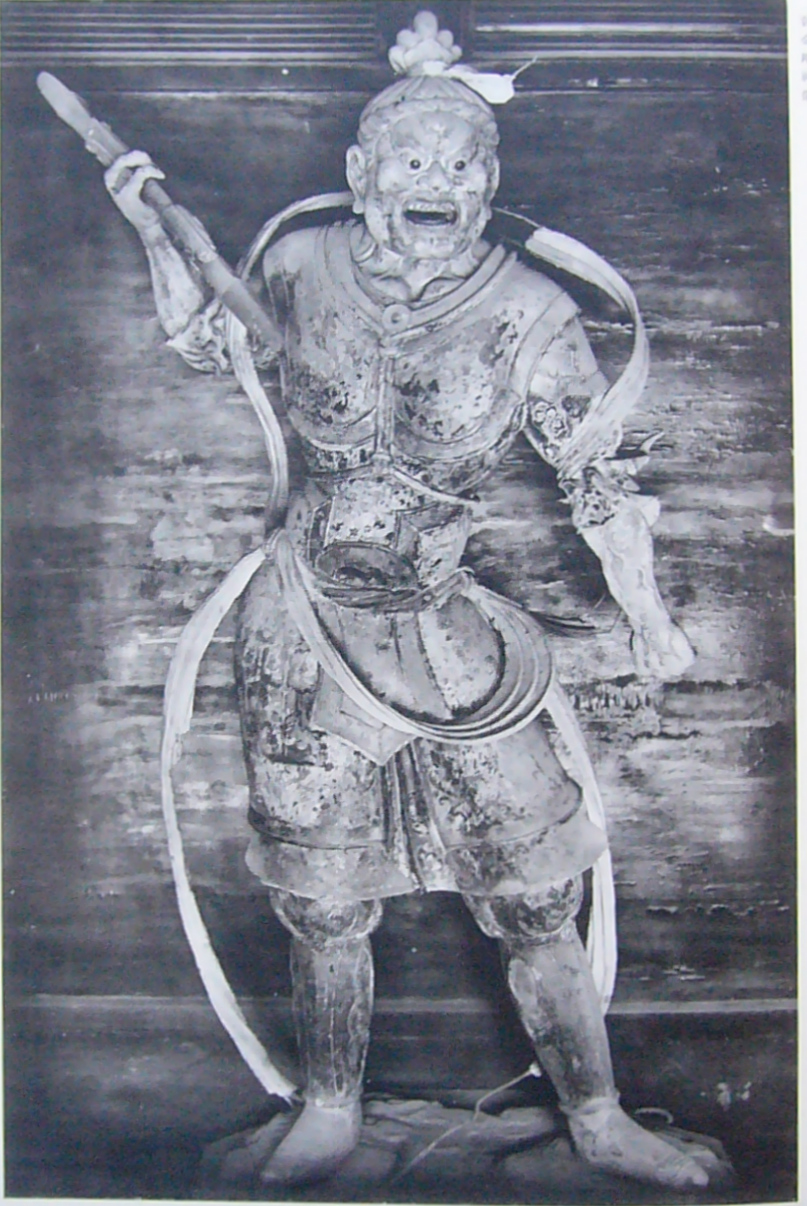
執金剛神。右手指修理前1939年の写真（東大寺）

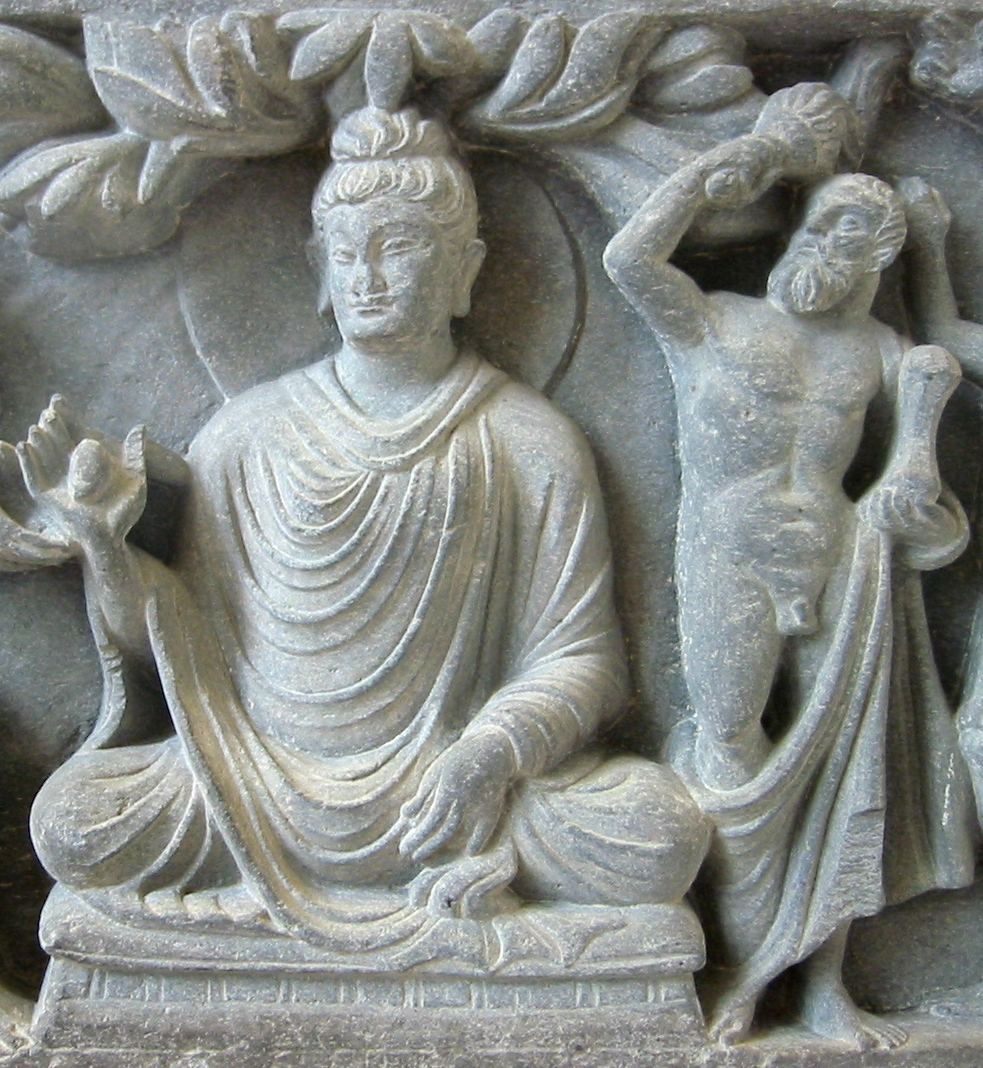
ヘラクレスの姿形を取ったヴァジュラパーニ（左は仏陀。大英博物館）

執金剛神（しゅこんごうじん、しゅうこんごうじん、しゅっこんごうじん；梵: वज्रपाणि、Vajrapāṇi；梵: वज्रपाणि यक्ष、Vajrapāṇi Yakṣa）は、金剛手、持金剛神とも称される、仏教の護法善神である。金剛杵を執って仏法を守護するため、この名がある。
金剛杵は、仏の智慧が煩悩を打破する武器であることを象徴している。
金剛力士と同じだが、金剛力士は密迹・那羅延の2人の裸形姿であるのに対し、執金剛神は1人の武将姿として造形安置されるのが一般的である。また金剛力士（仁王）と起源を同一とする考え方もある。
インドではヴァジュラパーニ（Vajrapāṇi）と呼ばれ、造形的には半裸形で表現されている。中国・日本では、忿怒相で身体を甲冑で固めた武神として表される。
日本の遺例としては、東大寺・法華堂（三月堂）の塑像（国宝）が知られる。堂内において北側の厨子に安置され、年1回だけしか開扉が許されていないため、極めて保存状態が良い。奈良朝の造像としては、金箔・彩色が表面に非常によく残存しており、貴重な存在である。
また、京都の金剛院の木像は、鎌倉時代に快慶の手によって、東大寺・法華堂像に学んで作られた。

## 起源
その起源はギリシア神話の英雄ヘラクレスであるとされる。ヘラクレスは「獅子の毛皮を身に纏い、手に棍棒を持つ髭面の男性」という姿で表されるのが一般的だが、インドにおける執金剛神の造形も、それと同様である。
クシャーナ朝のカニシカ王の時代に隆盛を極めたガンダーラ美術では、仏陀の脇侍としてヘラクレスが配される例がしばしば見られる。執金剛神が生まれた経緯は、ガンダーラにおける仏像製作と同じくヘレニズムの影響によるものと考えられる。

## 東大寺三月堂の執金剛神像
奈良時代の彫刻を代表する作例の一つ。天平期の天部像は大陸から伝えられた様式的なものであったが、奈良時代になって様々な姿や形を表現した写実的な彫刻が作られるようになり、日本独自な作風が完成した。本像はその中でも初期のものである。
全高173.9cmの塑造で、革の鎧を着用して右手に金剛杵を構えた立像である。目を見開き、口を大きく開けて怒号しており、目には暗緑色の石をはめ込んで生気を持たせている他、浮き出した血管や筋肉の表現が奈良彫刻の写実性を表している。像全体としては、上半身と下半身のバランスが悪くやや安定感を欠くが、静的な天平期の天部像に対して動的で生き生きとした作風の傑作といえる。
日本霊異記によれば、東大寺が建立される以前のその地にいた金鷲行者（こんじゅぎょうじゃ、こんすぎょうじゃ）の念持仏であったとされるが、製作者・製作年代はわかっていない。しかし長年にわたって秘仏として厨子に納められてきたため、製作当初の彩色がよく残っており、朱と緑を中心として全身が鮮やかに彩られていた事がわかる。これはこの像のみの特色ではなく、当時の天部や仏像の大部分は華やかに彩色されており、年月がたつと共に剥落したものである。